# Bert Konterman
Bert Konterman est un footballeur néerlandais né le 14 janvier 1971 à 
Rouveen.

## Carrière
- 1989-1993 : FC Zwolle  Pays-Bas
- 1992-1996 : Cambuur Leeuwarden  Pays-Bas
- 1995-1998 : Willem II Tilburg  Pays-Bas
- 1998-2000 : Feyenoord Rotterdam  Pays-Bas
- 2000-2003 : Glasgow Rangers  Écosse
- 2003-2004 : Vitesse Arnhem  Pays-Bas

## Palmarès
- 12 sélections et 0 but avec l'équipe des Pays-Bas entre 1999 et 2000.